# Алтынчеч
«Златовласка» (тат. Алтынчәч) — опера татарского композитора Назиба Жиганова в 3 действиях на либретто поэта Мусы Джалиля. Первая постановка состоялась в Казани 9 июня 1941 года.

## История создания
Основой либретто является поэма Мусы Джалиля, она включает в себя несколько татарских народных сказок, в том числе «Алтынчеч», «Джик-Мерген» и «Золотое перо». Русский критик и музыковед Борис Асафьев, заинтересовавшись сюжетом, написал на него оперу. Она не была принята театром, так как вышла очень продолжительной и громоздкой. В 1938 году Муса Джалиль обратился к Назибу Жиганову с предложением написать оперу. Композитор и поэт вместе внесли изменения, сократили и переработали либретто. Работа над оперой была завершена в феврале в 1940 года. Премьера спектакля состоялась в Татарском государственном театре оперы и балета.
Участники первой постановки:
Дирижёр — Джаляль Садрижиганов
Режиссёр — Леонид Баратов
Исполнители:
Алтынчеч (Алтынчәч) — Галия Кайбицкая
Джик Мерген (Җик Мәргән) — Фахри Насретдинов
Тугзак — Мариям Рахманкулова

## Сюжет
Действие оперы происходит в XIII веке во времена нашествия монгольских ханов на булгарский народ, живший на берегах Волги, Камы и реки Белая.

#### Пролог
В семье Тугзак, матери девяти сыновей, радостное событие — родился внук, ему дали имя Джик. Вторжение войск Орды во главе с Колаханом прерывает мирное течение жизни рода Тугзак. В битве гибнут все её сыновья, но мудрой женщине удается спасти внука, расплатившись за это зрением.

#### Первое действие
Первая картина. После событий, описанных в прологе, прошло двадцать лет. У ручья на опушке леса Алтынчеч рассказывает подругам о том, как однажды повстречала в лесу джигита и с тех пор не может его забыть. Услышав голоса приближающихся ханских воинов, девушки убегают. Появляются Хан, его советник Урмай и воины. Хан находит золотой волос и приказывает во что бы то ни стало отыскать золотоволосую девушку.
Вторая картина. Под деревом в лесу сидит возмужавший Джик, не знающий своих родителей. Он видит ханских воинов, которые преследуют прекрасную девушку с золотыми волосами. Джик встает на её защиту и обращает в бегство воинов Хана. Юноша и девушка влюбляются друг в друга.

#### Второе действие
Родная деревня Алтынчеч. Джик дарит возлюбленной три золотых лебяжьих пера. Если перо потемнеет, значит, Джик попал в беду и на зов Алтынчеч прилетит волшебный лебедь, а если в беде окажется Алтынчеч, волшебное перо само найдет Джика.
В дом к деду Алтынчеч Бурашу приходит старая Тугзак. Здесь она встречает своего внука. Джик узнает о своем происхождении и решает отомстить за родину и вернуть ей свободу. Пока жители деревни провожают долгожданного героя на бой, ханские воины похищают Алтынчеч.

#### Третье действие
Первая картина. Богато убранный ханский шатер. Алтынчеч отказывается от подарков хана. Он хочет наказать строптивую пленницу, но тут приносят стрелу Джика с вызовом на бой.
Увидев, как потемнело лебяжье перо, Алтынчеч зовет волшебного лебедя и лебединая стая уносит её из шатра.
'Вторая картина. Ночь. Джик стоит в раздумье перед поединком. Он должен сразиться с великаном Кулупаем. В долгой борьбе Джик одерживает победу, но ханское войско окружает джигита.
Слышится шум крыльев, слетается множество птиц, вызванных Алтынчеч. Блеск золотых перьев ослепляет ханское войско, появляются вызванные стрелой Джика воины под предводительством Бураша. Хана берут в плен, народ славит героя-победителя и родную землю.